# 삼성 갤럭시 F04
삼성 갤럭시 F04는 삼성전자가 설계하고 제조한 안드로이드 기반 스마트폰이다. 2023년 1월 4일에 발표되었다.